# Liscio unificato
Il liscio unificato è una tipologia di ballo liscio con cui in Italia si indicano tre balli tradizionali che hanno conosciuto grande popolarità nel XIX secolo: la mazurca, il valzer viennese e la polka, tre danze tipiche soprattutto nell'Emilia-Romagna..
Da un punto di vista pratico, non esiste però un solo liscio. Tra gli altri c'è anche il "liscio unificato", che è stato codificato dall'Associazione nazionale maestri di ballo e si balla allo stesso modo dal Piemonte alla Sicilia. Ma l'unione dell'Italia che danza non ha impedito che in molte regioni
sopravvivessero i lisci tradizionali. Questi balli sono caratterizzati da ritmi ben marcati e sostenuti da sonorità musicali dove hanno ruolo preminente il clarinetto e la fisarmonica.

## FIDS
Il liscio unificato è riconosciuto come danza sportiva dalla FIDS (Federazione Italiana Danza Sportiva) e viene eseguito nelle competizioni, nelle Danze internazionali: categoria Danze Nazionali.